# Багмут Іван Адріанович
Іва́н А(н)дріа́нович Ба́гмут (7 червня 1903, Бабайківка — †20 серпня 1975, Харків) — український письменник, родом з Катеринославщини. Старший брат Йосипа Багмута. Жертва Сталінських репресій.

## Життєпис

### Дитинство і юність
Іван Багмут народився в селі Бабайківка Новомосковського повіту Катеринославської губернії (тепер Царичанського району) 7 червня 1903 року. Батько його був вчителем і намагався дати синові добру освіту.
Навчався Іван спершу у Новомосковській чоловічій гімназії, продовжував освіту в учительській семінарії, яку закінчив 1921 року. Деякий час він вчителював у рідному селі, а згодом переїхав до Харкова. Тут І. Багмут працював інспектором Народного комісаріату освіти УРСР, став редактором відділу юнацької літератури у Державному видавництві України, літредактором художнього відділу Всеукраїнської радіоуправи, референтом в РАТАУ. В Харкові він продовжував навчання в сільськогосподарському інституті.
Наприкінці 20-х років Іван Багмут багато подорожував.

### Перші публікації
Наслідком подорожей стали публікації в харківських газетах та журналах, а скоро з'явились і книги: «Подорож до Небесних гір [Архівовано 26 вересня 2021 у Wayback Machine.]», «Преріями та джунглями Біробіджана», «Вибухи на півночі» та низка інших.

## Літературна діяльність
Іван Багмут був членом літературних організацій «Молодняк» та «Пролітфронт», але його літературна діяльність перервалася арештом влітку 1935 року.

### Заслання і міжвоєнні роки
9 серпня 1935 особлива нарада при Харківському управлінні НКВС УРСР за вигадану «контрреволюційну діяльність» засудила письменника на шість років позбавлення волі. Відбував строк у виправно-трудових таборах Чиб'ю, Уса, Абезь у Комі АРСР (тепер Республіка Комі). Працював геологом у пошуковій партії, яка обслуговувала будівництво Печорської залізниці. Після звільнення в 1941 р. письменник деякий час працював там же вільнонайманим, а з початком воєнних дій пішов добровольцем на фронт.

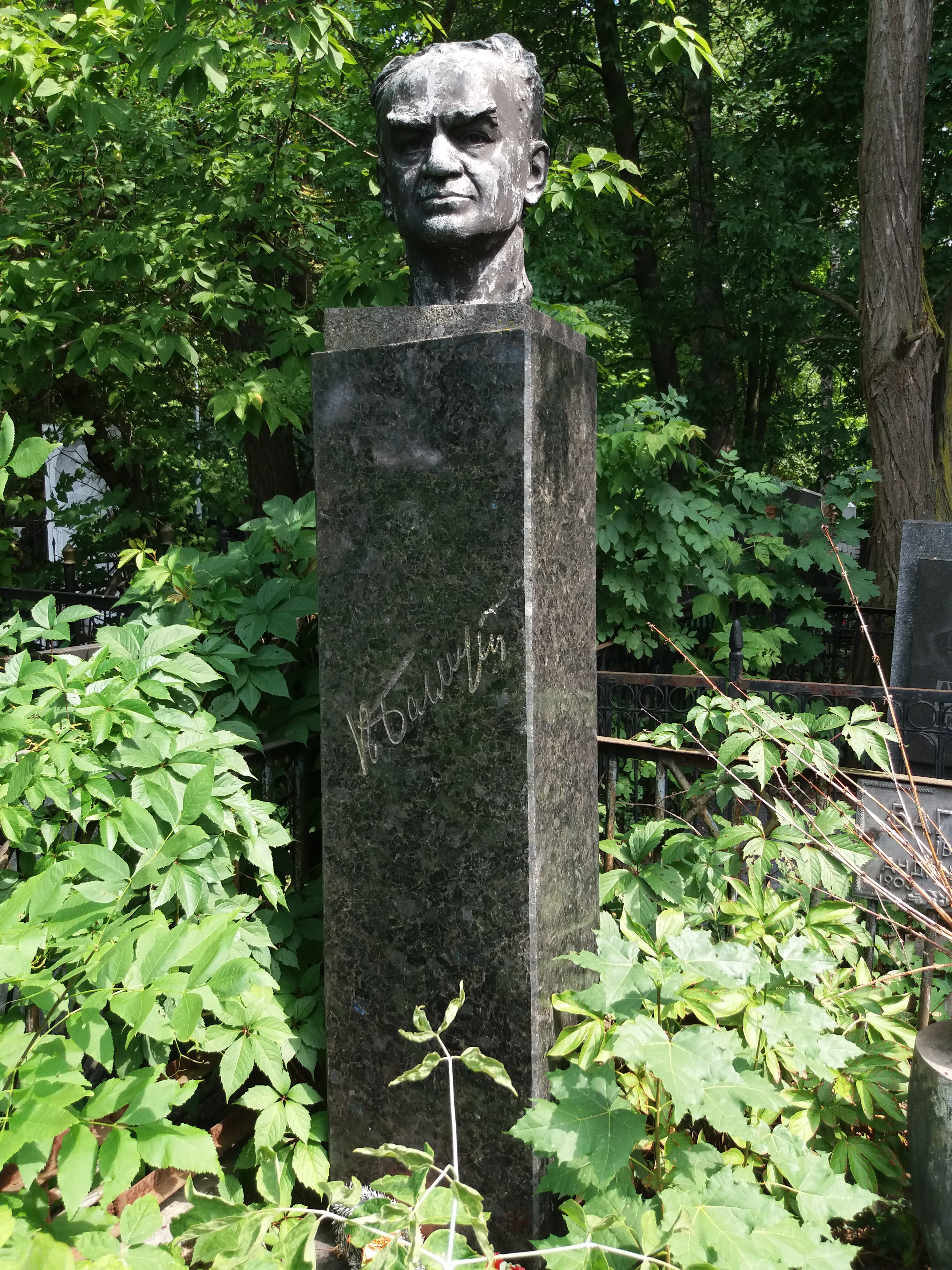
Могила І. А. Багмута на 2-му міському кладовищі Харкова

Учасник Німецько-радянської війни. Нагороджений двома медалями «За відвагу». І. Багмут був розвідником на Воронезькому фронті. В лютому 1943 року біля с. Білий Колодязь на Харківщині письменник був тяжко поранений і після ампутації ноги демобілізований. У лютому 1944 повернувся до Харкова, де працював директором Харківського відділення Укрлітфонду. У Харкові письменник поновив літературну діяльність, написавши в роки війни книжку «Записки розвідника» (1944).
Після війни Іван Багмут працював переважно в галузі дитячої літератури.
Член Спілки письменників України з 1946 року.

### Смерть
Помер Іван Адріанович 20 серпня 1975 року в Харкові. Похований на міському кладовищі № 2.

## Твори
Збірки оповідань:
- «Гарячі джерела» (1947)
- «Оповідання» (1951)
- «Шматок пирога» (1957)
- «Злидні» (1958)
- «Знак на стіні» (1961)

Повісті:
- «Щасливий день суворівця Криничного» (1948)
- «Господарі Охотських гір» (1949)
- «Служу Радянському Союзу» (1950)
- «Блакитне плесо» (1959)
- «Записки солдата» (1961)
- «Подвиг творився так» (1961)
- «Пригоди чорного кота Лапченка, описані ним самим» (1964)
- «Життєпис слухняного хлопця» (1968)

П 'єси:
- «Дорога мамочка» (у співав., 1952)
- «Степи цвітуть» (1959)

Інші видання:
- «Вибране» (1964)
- Твори в 2-х томах (1983)

## Відзнаки та реабілітація
За літературну творчість у 1973 Іван Багмут був ушанований премією імені Лесі Українки. Цього ж року харківський суд переглянув його справу і скасував попередній вирок за відсутністю складу злочину. Письменник отримав реабілітацію.